# Cajanus aromaticus
Cajanus aromaticus là một loài thực vật có hoa trong họ Đậu. Loài này được Maesen miêu tả khoa học đầu tiên.